# Musa yunnanensis
Musa yunnanensis är en enhjärtbladig växtart som beskrevs av Markku Häkkinen och Hong Wang. Musa yunnanensis ingår i släktet bananer, och familjen bananväxter.

## Underarter
Arten delas in i följande underarter:
- M. y. yunnanensis
- M. y. yongpingensis
- M. y. caii
- M. y. jingdongensis